# 1 000 kilomètres de Fuji 1987
Navigation
Édition précédente Édition suivante
Les 1 000 kilomètres de Fuji 1987, disputées le 27 septembre 1987 sur le Fuji Speedway, ont été la vingt-et-unième édition de cette épreuve et la dixième et dernière manche du Championnat du monde des voitures de sport 1987 ainsi que la cinquième manche du Championnat du Japon de sport-prototypes 1987.

## La course

### Classement de la course
Voici le classement officiel au terme de la course,,,.
- Les premiers de chaque catégorie du championnat du monde sont signalés par un fond jaune.
- Pour la colonne Pneus, il faut passer le curseur au-dessus du modèle pour connaître le manufacturier de pneumatiques.
- Les voitures ne réussissant pas à parcourir 75% de la distance du gagnant sont non classées (NC).

| Pos  | Classe | no  | Écurie                                              | Pilotes                                                 | Châssis                            | Pneus | Tours | Temps                  |
| Pos  | Classe | no  | Écurie                                              | Pilotes                                                 | Moteur                             | Pneus | Tours | Temps                  |
| ---- | ------ | --- | --------------------------------------------------- | ------------------------------------------------------- | ---------------------------------- | ----- | ----- | ---------------------- |
| 1    | C1     | 5   | Silk Cut Jaguar                                     | Jan Lammers John Watson                                 | Jaguar XJR-8                       | D     | 224   | 5 h 40 min 55 s 634    |
| 1    | C1     | 5   | Silk Cut Jaguar                                     | Jan Lammers John Watson                                 | Jaguar 7.0L V12 Atmo               | D     | 224   | 5 h 40 min 55 s 634    |
| 2    | C1     | 4   | Silk Cut Jaguar                                     | Johnny Dumfries Raul Boesel                             | Jaguar XJR-8                       | D     | 224   | + 56 s 490             |
| 2    | C1     | 4   | Silk Cut Jaguar                                     | Johnny Dumfries Raul Boesel                             | Jaguar 7.0L V12 Atmo               | D     | 224   | + 56 s 490             |
| 3    | C1     | 15  | Britten - Lloyd Racing                              | Mauro Baldi Mike Thackwell                              | Porsche 962C GTi                   | G     | 221   | + 3 tours              |
| 3    | C1     | 15  | Britten - Lloyd Racing                              | Mauro Baldi Mike Thackwell                              | Porsche Type-935 2.8L Flat-6 Turbo | G     | 221   | + 3 tours              |
| 4    | C1     | 1   | Brun Motorsport                                     | Jochen Mass Oscar Larrauri                              | Porsche 962C                       | M     | 218   | + 6 tours              |
| 4    | C1     | 1   | Brun Motorsport                                     | Jochen Mass Oscar Larrauri                              | Porsche Type-935 3.0L Flat-6 Turbo | M     | 218   | + 6 tours              |
| 5    | C1     | 8   | Joest Racing                                        | Frank Jelinski "John Winter" Bob Wollek                 | Porsche 962C                       | G     | 218   | + 6 tours              |
| 5    | C1     | 8   | Joest Racing                                        | Frank Jelinski "John Winter" Bob Wollek                 | Porsche Type-935 2.8L Flat-6 Turbo | G     | 218   | + 6 tours              |
| 6    | C1     | 99  | Rothmans Porsche Team Schuppan                      | Geoff Brabham Derek Bell                                | Porsche 962C                       | D     | 218   | + 6 tours              |
| 6    | C1     | 99  | Rothmans Porsche Team Schuppan                      | Geoff Brabham Derek Bell                                | Porsche Type-935 3.0L Flat-6 Turbo | D     | 218   | + 6 tours              |
| 7    | GTP    | 202 | Mazdaspeed                                          | Takashi Yorino David Kennedy                            | Mazda 757                          | D     | 213   | + 11 tours             |
| 7    | GTP    | 202 | Mazdaspeed                                          | Takashi Yorino David Kennedy                            | Mazda 13J 2.6L 4-Rotor             | D     | 213   | + 11 tours             |
| 8    | C2     | 111 | Spice Engineering                                   | Gordon Spice Fermín Vélez                               | Spice SE86C                        | A     | 210   | + 14 tours             |
| 8    | C2     | 111 | Spice Engineering                                   | Gordon Spice Fermín Vélez                               | Ford Cosworth DFL 3.3L V8 Atmo     | A     | 210   | + 14 tours             |
| 9    | C1     | 27  | FromA Racing                                        | Hideki Okada John Nielsen                               | Porsche 962C                       | B     | 209   | + 15 tours             |
| 9    | C1     | 27  | FromA Racing                                        | Hideki Okada John Nielsen                               | Porsche Type-935 2.8L Flat-6 Turbo | B     | 209   | + 15 tours             |
| 10   | C1     | 100 | Trust Racing Team                                   | Keiichi Suzuki Vern Schuppan James Weaver               | Porsche 962C                       | D     | 209   | + 15 tours             |
| 10   | C1     | 100 | Trust Racing Team                                   | Keiichi Suzuki Vern Schuppan James Weaver               | Porsche Type-935 2.8L Flat-6 Turbo | D     | 209   | + 15 tours             |
| 11   | C1     | 25  | Advan Alpha Racing                                  | Kunimitsu Takahashi Kazuo Mogi Kenny Acheson            | Porsche 962C                       | Y     | 208   | + 16 tours             |
| 11   | C1     | 25  | Advan Alpha Racing                                  | Kunimitsu Takahashi Kazuo Mogi Kenny Acheson            | Porsche Type-935 2.8L Flat-6 Turbo | Y     | 208   | + 16 tours             |
| 12   | C1     | 10  | Porsche Kremer Racing                               | Franz Konrad George Fouché                              | Porsche 962C                       | Y     | 207   | + 17 tours             |
| 12   | C1     | 10  | Porsche Kremer Racing                               | Franz Konrad George Fouché                              | Porsche Type-935 2.8L Flat-6 Turbo | Y     | 207   | + 17 tours             |
| 13   | C1     | 28  | Person's Racing Team                                | Takao Wada Anders Olofsson                              | Nissan R86V                        | Y     | 206   | + 18 tours             |
| 13   | C1     | 28  | Person's Racing Team                                | Takao Wada Anders Olofsson                              | Nissan VG30ET 3.0L V6 Turbo        | Y     | 206   | + 18 tours             |
| 14   | C2     | 102 | Swiftair Ecurie Ecosse                              | David Leslie Ray Mallock                                | Ecosse C286                        | A     | 203   | + 21 tours             |
| 14   | C2     | 102 | Swiftair Ecurie Ecosse                              | David Leslie Ray Mallock                                | Ford Cosworth DFL 3.3L V8 Atmo     | A     | 203   | + 21 tours             |
| 15   | C2     | 101 | Swiftair Ecurie Ecosse                              | Marc Duez Mike Wilds                                    | Ecosse C286                        | A     | 203   | + 21 tours             |
| 15   | C2     | 101 | Swiftair Ecurie Ecosse                              | Marc Duez Mike Wilds                                    | Ford Cosworth DFL 3.3L V8 Atmo     | A     | 203   | + 21 tours             |
| 16   | C1     | 23  | Nissan Motorsports International                    | Kenji Takahashi Kazuyoshi Hoshino Dave Scott            | Nissan R87E                        | B     | 202   | + 22 tours             |
| 16   | C1     | 23  | Nissan Motorsports International                    | Kenji Takahashi Kazuyoshi Hoshino Dave Scott            | Nissan VEJ30 3.0L V6 Turbo         | B     | 202   | + 22 tours             |
| 17   | C1     | 50  | SARD                                                | Tsunehisa Asai Syuuroku Sasaki David Sears (en)         | SARD MC87S                         | D     | 197   | + 27 tours             |
| 17   | C1     | 50  | SARD                                                | Tsunehisa Asai Syuuroku Sasaki David Sears (en)         | Toyota 3S-GTM 2.1L I4 Turbo        | D     | 197   | + 27 tours             |
| 18   | C2     | 127 | Chamberlain Engineering                             | Graham Duxbury (en) Ian Khan (en)                       | Spice SE86C                        | A     | 194   | + 30 tours             |
| 18   | C2     | 127 | Chamberlain Engineering                             | Graham Duxbury (en) Ian Khan (en)                       | Hart 418T 1.8L I4 Turbo            | A     | 194   | + 30 tours             |
| 19   | C1     | 55  | Alpha Cubic Racing Team                             | Naoki Nagasaka Chiyomi Totani Hitoshi Ogawa             | Porsche 962C                       | B     | 188   | + 36 tours             |
| 19   | C1     | 55  | Alpha Cubic Racing Team                             | Naoki Nagasaka Chiyomi Totani Hitoshi Ogawa             | Porsche Type-935 2.8L Flat-6 Turbo | B     | 188   | + 36 tours             |
| 20   | C2     | 114 | Team Tiga Ford Denmark                              | Thorkild Thyrring Peter Elgaard                         | Tiga GC287                         | A     | 184   | + 40 tours             |
| 20   | C2     | 114 | Team Tiga Ford Denmark                              | Thorkild Thyrring Peter Elgaard                         | Ford Cosworth BDT-E 2.3L I4 Turbo  | A     | 184   | + 40 tours             |
| 21   | C1     | 77  | Best House Racing Team                              | Osamu Nakako Maurizio Sandro Sala                       | LM 07                              | Y     | 166   | + 58 tours             |
| 21   | C1     | 77  | Best House Racing Team                              | Osamu Nakako Maurizio Sandro Sala                       | Toyota 3S-GTM 2.1L I4 Turbo        | Y     | 166   | + 58 tours             |
| 22   | GTP    | 285 | Shizumatsu Racing                                   | Tetsuji Shiratori Kaneyuki Okamoto                      | Mazda 737C                         | D     | 164   | + 60 tours             |
| 22   | GTP    | 285 | Shizumatsu Racing                                   | Tetsuji Shiratori Kaneyuki Okamoto                      | Mazda 13B 1.3L 2-Rotor             | D     | 164   | + 60 tours             |
| NC   | C1     | 11  | Leyton House Racing Team avec Porsche Kremer Racing | Volker Weidler Kris Nissen                              | Porsche 962CK6                     | Y     | 218   | Dernier tour trop lent |
| NC   | C1     | 11  | Leyton House Racing Team avec Porsche Kremer Racing | Volker Weidler Kris Nissen                              | Porsche Type-935 2.8L Flat-6 Turbo | Y     | 218   | Dernier tour trop lent |
| Abd. | C2     | 121 | Cosmic GP Motorsport                                | Costas Los Chris Hodgetts                               | Tiga GC287                         | G     | 131   | Boite de vitesses      |
| Abd. | C2     | 121 | Cosmic GP Motorsport                                | Costas Los Chris Hodgetts                               | Ford Cosworth DFL 3.3L V8 Atmo     | G     | 131   | Boite de vitesses      |
| Abd. | C2     | 118 | Chamberlain Engineering                             | Olindo Iacobelli Jean-Louis Ricci                       | Spice SE86C                        | A     | 120   | Fuite d'huile          |
| Abd. | C2     | 118 | Chamberlain Engineering                             | Olindo Iacobelli Jean-Louis Ricci                       | Ford Cosworth DFL 3.3L V8 Atmo     | A     | 120   | Fuite d'huile          |
| Abd. | GTP    | 201 | Mazdaspeed                                          | Yojiro Terada Yoshimi Katayama Pierre Dieudonné         | Mazda 757                          | D     | 114   | Moteur                 |
| Abd. | GTP    | 201 | Mazdaspeed                                          | Yojiro Terada Yoshimi Katayama Pierre Dieudonné         | Mazda 13J 2.6L 4-Rotor             | D     | 114   | Moteur                 |
| Abd. | C1     | 36  | Toyota Team Tom's                                   | Masanori Sekiya Geoff Lees Alan Jones                   | Toyota 87C                         | B     | 100   | Faisceau élevtrique    |
| Abd. | C1     | 36  | Toyota Team Tom's                                   | Masanori Sekiya Geoff Lees Alan Jones                   | Toyota 3S-GTM 2.1L I4 Turbo        | B     | 100   | Faisceau élevtrique    |
| Abd. | C1     | 7   | Joest Racing                                        | Harald Grohs Bob Wollek                                 | Porsche 962C                       | G     | 81    | Moteur                 |
| Abd. | C1     | 7   | Joest Racing                                        | Harald Grohs Bob Wollek                                 | Porsche Type-935 3.0L Flat-6 Turbo | G     | 81    | Moteur                 |
| Abd. | C1     | 2   | Brun Motorsport                                     | Manuel Reuter Uwe Schäfer Jesús Pareja                  | Porsche 962C                       | M     | 65    | Moteur                 |
| Abd. | C1     | 2   | Brun Motorsport                                     | Manuel Reuter Uwe Schäfer Jesús Pareja                  | Porsche Type-935 3.0L Flat-6 Turbo | M     | 65    | Moteur                 |
| Abd. | C1     | 20  | Tiga Team                                           | Tim Lee-Davey Tetsuya Ota (en)                          | Tiga GC87                          | D     | 65    | Moteur                 |
| Abd. | C1     | 20  | Tiga Team                                           | Tim Lee-Davey Tetsuya Ota (en)                          | Ford Cosworth DFL 3.3L V8 Atmo     | D     | 65    | Moteur                 |
| Abd. | C1     | 45  | Auto Beaurex Motorsport                             | Kaoru Hoshino Will Hoy                                  | Tom's 86C                          | D     | 60    | Tête à queue           |
| Abd. | C1     | 45  | Auto Beaurex Motorsport                             | Kaoru Hoshino Will Hoy                                  | Toyota 3S-GTM 2.1L I4 Turbo        | D     | 60    | Tête à queue           |
| Abd. | C2     | 170 | Batsu Racing Team                                   | Kazuhiko Oda Syuuji Fujii Ichirou Mizuno                | MCS Guppy                          | D     | 58    | Arbre de transmission  |
| Abd. | C2     | 170 | Batsu Racing Team                                   | Kazuhiko Oda Syuuji Fujii Ichirou Mizuno                | Mazda 13B 1,3 l 2-Rotor            | D     | 58    | Arbre de transmission  |
| Abd. | C2     | 151 | British Barn Racing Team                            | Jirou Yoneyama Hideshi Matsuda (en) Kiyoshi Misaki (en) | JTK 62C                            | D     | 41    | Transmission           |
| Abd. | C2     | 151 | British Barn Racing Team                            | Jirou Yoneyama Hideshi Matsuda (en) Kiyoshi Misaki (en) | Ford Cosworth DFL 3.3L V8 Atmo     | D     | 41    | Transmission           |
| Abd. | C2     | 198 | Roy Baker Promotion                                 | David Andrews Patrick de Radiguès                       | Tiga GC286                         | A     | 38    | Boite de vitesses      |
| Abd. | C2     | 198 | Roy Baker Promotion                                 | David Andrews Patrick de Radiguès                       | Ford Cosworth DFL 3.3L V8 Atmo     | A     | 38    | Boite de vitesses      |
| Abd. | C2     | 104 | URD Junior Team                                     | Hellmut Mundas Robin Smith (de)                         | URD C81/83                         | A     | 22    | Embrayage              |
| Abd. | C2     | 104 | URD Junior Team                                     | Hellmut Mundas Robin Smith (de)                         | BMW M88 3.5L I6 Atmo               | A     | 22    | Embrayage              |
| Abd. | C1     | 38  | Dome Motorsport                                     | Ross Cheever Eje Elgh                                   | Dome 87C                           | B     | 15    | Moteur                 |
| Abd. | C1     | 38  | Dome Motorsport                                     | Ross Cheever Eje Elgh                                   | Toyota 3S-GTM 2.1L I4 Turbo        | B     | 15    | Moteur                 |
| Abd. | C1     | 32  | Nissan Motorsports International                    | Masahiro Hasemi Aguri Suzuki                            | Nissan R87E                        | B     | 2     | Arbre de transmission  |
| Abd. | C1     | 32  | Nissan Motorsports International                    | Masahiro Hasemi Aguri Suzuki                            | Nissan VEJ30 3.0L V6 Turbo         | B     | 2     | Arbre de transmission  |
| Np.  | C1     | 37  | Toyota Team Tom's                                   | Nobuhide Tachi (en) Masanori Sekiya                     | Toyota 87C                         | B     | -     | Moteur                 |
| Np.  | C1     | 37  | Toyota Team Tom's                                   | Nobuhide Tachi (en) Masanori Sekiya                     | Toyota 3S-GTM 2.1L I4 Turbo        | B     | -     | Moteur                 |

## Pole position et record du tour
- Pole position :  Takao Wada (#28 Person's Racing Team ) en 1 min 19 s 021
- Meilleur tour en course :  Geoff Lees (#36 Toyota Team Tom's) en 1 min 23 s 096

## À noter
- Longueur du circuit : 4,470 km
- Distance parcourue par les vainqueurs : 1 001,280 km